# Trzynastu (film)
Trzynastu (ang. Thirteen Lives) – brytyjski dramat filmowy z 2022 roku w reżyserii Rona Howarda. Opowiada historię akcji ratunkowej w jaskini Tham Luang, która miała miejsce na przełomie czerwca i lipca 2018 roku. W głównych rolach wystąpili Viggo Mortensen, Colin Farrell i Joel Edgerton. 
Zdjęcia kręcono w Tajlandii i Australii (prowincja Queensland). Film miał premierę 29 lipca 2022 roku na platformie Prime Video.

## Fabuła
Film opowiada prawdziwą historię o akcja ratunkowej w jaskini Tham Luang, która polegała na uwolnieniu dwunastu chłopców z tajlandzkiej drużyny piłkarskiej wraz z ich trenerem. Grupa została uwięziona podczas wycieczki po jaskini, kiedy to niespodziewane opady deszczu monsunowego zalały jej wnętrze. Celem uratowania ofiar wypadku powołany zostaje zespół światowej klasy nurków.

## Obsada
- Viggo Mortensen jako Richard Stanton
- Colin Farrell jako John Volanthen
- Joel Edgerton jako Harry Harris
- Tom Bateman jako Chris Jewell
- Paul Gleeson jako Jason Mallinson
- Theerapat Sajakul jako kapitan Arnot Sureewong
- Thira Chutikul jako dowódca Kiet
- Popetorn Soonthornyanakij jako dr Karn
- Girati Sugiyama jako Lek[1]

## Odbiór

### Reakcja krytyków
Film spotkał się z dobrą reakcją krytyków. W agregatorze recenzji Rotten Tomatoes 86% z 165 recenzji uznano za pozytywne. Z kolei w agregatorze Metacritic średnia ważona ocen z 40 recenzji wyniosła 66 punktów na 100.